# 冒險者
冒險者，为一种职业或角色类型，主要以替自己或委托者达成目的而冒险，本身需要有以此相关的知识和技术。

## 概要
冒險者通常指下列三种意義中的一種：
- 进行不平常或奇特的旅行；不一定是探險。
- 為了生存、利益、地位或荣誉，參與著危險或不確定行動的勇者。
- 冒失的行动者。

在小說裡，冒險者此一角色可以認為是源自於中世紀羅曼史中的遊俠騎士。如同騎士一般，冒險者會經歷著各段的遭遇，通常包括有財富、羅曼史或戰鬥。和騎士不同的是，冒險者是一有真實性的角色，通常階級較低或甚至是很貧窮的，他被迫要去面對命運，通常是因為詐欺。流浪漢小說源自十六世紀中葉的西班牙。《小癞子》等小說的影響遍布了整個歐洲。整個十八世紀之間，有大量的小說描寫無畏、無道德、冒險的主角，他們邁向財富和幸福，有時會及有時不會伴隨著道德觀的轉變。
在維多利亞道德觀下，此一名詞，在沒有修飾語的使用下，被用來暗指一個低道德人格的人，通常是指為了金錢而結婚的人（電影《地獄新娘》內的巴克斯比頓即是此一角色）。

## 在角色扮演遊戲
在角色扮演遊戲裡，玩家角色通常是專業的冒險者，他們由冒險中賺取財富和聲譽，如進行危險的任務、探險遺址和殺死怪物。此一刻板模式使得冒險者通常被當成玩家角色的同義詞。但冒險者的NPC團體亦可能存在，且和玩家有著許多有趣的相遇。
由冒險者公會進行仲介各種任務（日语：依頼）。
- ̈討伐任務
- 採集任務
- 護送任務
- 偵查任務

## 冒險者列表

### 歷史
- 玛塔·哈里
- 理察·伯頓
- 托马斯·爱德华·劳伦斯
- 占·羅傑斯
- 亚历山大·冯·洪堡
- 海因利希·哈勒
- 罗纳德-迈克唐纳（Ranald MacDonald）
- 托尔·海尔达尔
- 史帝夫·厄文
- 理查德·弗朗西斯·伯顿
- 塔拉坎诺娃女公爵

### 虛構
- 野蛮人柯南（Conan the Barbarian）
- 蘿拉·卡芙特
- 羅賓漢
- 印第安那·瓊斯
- 齐娜
- 伊澤瑞爾
- 比尔博·巴金斯
- 韩·索罗
- 內森·德雷克